# Phelotrupes bicolor
Phelotrupes bicolor es una especie de coleóptero de la familia Geotrupidae.

## Distribución geográfica
Habita en China.